# Бежанія (футбольний клуб)
Бежанія (серб. Фудбалски клуб Бежанија) — сербський футбольний клуб з міста Нового Белграда, заснований у 1921 році під назвою «СОКО». Пізніше змінив назву на «БСК». Після війни у 1946 році клуб знову змінив назву — ФК «Єдинство». Сучасна назва — з сезону 1956/57. В сезоні 2007/2008 «Бежанія» зайняла останнє місце у «Суперлізі» і вилетіла у Першу лігу.

## Досягнення
- Четверте місце у Чемпіонату Сербії — 2006/07